# Pcap
En l'àmbit de l'administració de xarxes d'ordinadors, pcap (acrònim anglès de packet capture) és una interfície de programació d'aplicacions (API) per capturar trànsit de xarxa. Tot i que el nom és una abreviatura de captura de paquets, aquest no és el nom propi de l'API. Els sistemes semblants a Unix implementen pcap a la biblioteca libpcap; per a Windows, hi ha un port de libpcap anomenat WinPcap que ja no és compatible ni desenvolupat, i un port anomenat Npcap per a Windows 7 i posteriors que encara és compatible.
El programari de monitorització pot utilitzar libpcap, WinPcap o Npcap per capturar paquets de xarxa que viatgen a través d'una xarxa d'ordinadors i, en les versions més noves, per transmetre paquets a una xarxa a la capa d'enllaç i per obtenir una llista d'interfícies de xarxa per a un possible ús amb libpcap, WinPcap o Npcap.
L'API pcap està escrita en C, de manera que altres llenguatges com Java, . Els llenguatges NET i els llenguatges d'scripts utilitzen generalment un embolcall; libpcap o WinPcap no proporcionen aquests embolcalls. Els programes C++ poden enllaçar directament a l'API C o utilitzar un embolcall orientat a objectes.
libpcap, WinPcap i Npcap proporcionen els motors de captura i filtratge de paquets de moltes eines de xarxa comercials i de codi obert, com ara analitzadors de protocols (sniffers de paquets), monitors de xarxa, sistemes de detecció d'intrusions a la xarxa, generadors de trànsit i provadors de xarxes.
libpcap, WinPcap i Npcap també admeten desar paquets capturats en un fitxer i llegir fitxers que contenen paquets desats; es poden escriure aplicacions, utilitzant libpcap, WinPcap o Npcap, per poder capturar el trànsit de xarxa i analitzar-lo, o bé per llegir una captura desada i analitzar-la, utilitzant el mateix codi d'anàlisi. Un fitxer de captura desat en el format que utilitzen libpcap, WinPcap i Npcap el poden llegir aplicacions que entenguin aquest format, com ara tcpdump, Wireshark, CA NetMaster o Microsoft Network Monitor 3.x.
El tipus MIME per al format de fitxer creat i llegit per libpcap, WinPcap i Npcap és application/vnd.tcpdump.pcap. L'extensió de fitxer típica és .pcap, encara que .cap i .dmp també s'utilitzen habitualment.